# Isla Sheep (Washington)
La isla Sheep (en español: isla de las ovejas) es una pequeña isla del archipiélago de las islas San Juan, situadas en el estrecho de Georgia. Pertenecen al Estado de Washington, Estados Unidos. La isla posee un área de 6.193 m² y una población de 2 personas, según el censo de 2000. Se encuentra al este de la isla Orcas, en las coordenadas 48°37′39″N 122°57′30″O / 48.62750, -122.95833.